# 普羅旺斯艾克斯政治大學
普罗旺斯地区艾克斯政治大学是位于法国普罗旺斯地区艾克斯的一所政治学院。成立于1956年。主要有政治学科，但也有法律、历史、国际关系、经济等学科。